# 4510 Shawna
4510 Shawna è un asteroide della fascia principale. Scoperto nel 1930, presenta un'orbita caratterizzata da un semiasse maggiore pari a 2,3601995 UA e da un'eccentricità di 0,1386256, inclinata di 7,03976° rispetto all'eclittica.